# Концевой, Артём Александрович
Артём Александрович Концевой (бел. Арцём Аляксандравіч Канцавы; род. 26 августа 1999, Могилёв) — белорусский футболист, полузащитник клуба «Родина» и национальной сборной Беларуси.

## Клубная карьера

### «Днепр» Могилёв
С 2017 года, после выхода могилевского «Днепра» в Высшую лигу, начал играть за дублирующий состав клуба. В августе 2017 вместе с другими молодыми игроками подписал полноценный трехлетний контракт с могилевчанами. Вскоре стал привлекаться и к основному составу, дебютировав в Высшей лиге 23 октября 2017 года в домашнем матче против БАТЭ (0:2), выйдя на замену во втором тайме. Сезон 2018 начинал в дубле, а с лета закрепился в стартовом составе основной команды. В октябре в трех матчах забил 4 гола. В феврале 2019 года, после того как стало известно об объединении «Днепра» с минским «Лучом», отправился на просмотр в объединённую команду. В марте 2019 года официально стал игроком объединённой команды, которая получила название «Дняпро».

#### Аренда в «Мезёкёвешд»
В августе 2019 года был отдан в аренду в венгерский клуб «Мезёкёвешд». В составе команды редко появлялся на скамейке запасных, в чемпионате так и не дебютировал, однако сыграл в трёх матчах Кубка Венгрии.

### «Рух» Брест
В январе 2020 года перешёл в брестский «Рух». Дебютировал за клуб 20 марта 2020 года в матче против минского «Динамо». Дебютный результативным действием отличился 9 мая 2020 года в матче против гродненского «Немана», отдав результативную передачу. Дебютными голами отличился 12 июля 2020 года в матче против «Энергетика-БГУ», отличившись хет-триком, чем помог победить «студентов» со счётом 8:1. По итогу сезона футболист отличился 5 голами и 5 результативными передачами.
К сезону 2021 года футболист продолжил готовиться с брестским клубом. Первый матч сыграл 13 марта 2021 года против «Гомеля», отличившись забитым голом. В августе 2021 года футболист отличился забитым голом и 3 результативными передачами, благодаря чему стал лучшим футболистом августа 2021 года в Высшей лиги. В матче заключительного тура 28 ноября 2021 года против брестского «Динамо» футболист отличился дублем из результативных передачах. По итогу сезона футболист стал вторым ассистентом в чемпионате с 10 результативными передачами, а также вторым бомбардиром в клубе с 7 голами, благодаря чему занял 3 место в списке лучших футболистов сезона по системе гол+пас.

#### Аренда в «Баник» Острава
В январе 2022 года перешел в чешский «Баник» на правах аренды. Отправился на сборы в Турцию, где в одном из матчей забил свой первый гол в товарищеском матче против краковской «Вислы». Официальный дебют игрока состоялся 6 февраля 2022 года против клуба «Млада-Болеслав» со скамейки запасных, выйдя на 62 минуте, а сам матч закончился победой со счётом 3:2. 26 февраля 2022 года сыграл свой первый матч в стартовом составе команды против «Богемианс 1905». Пропустил последние две игры регулярного чемпионата Чехии из за травмы. По информации в мае 2022 года покинул чешский клуб из-за визовых проблем. Позже поступила информация, что до начала летнего трансферного окна футболист будет тренироваться с минским «Динамо». По словам игрока он не тренировался с белорусскими клубами и рассчитывает продолжить карьеру в чешском клубе.

### «Динамо» Минск
В июле 2022 года перешёл в минское «Динамо», подписав контракт с клубом до конца года. Дебютировал за клуб 21 июля 2022 года в первом матче второго квалификационного раунда Лиги конференций УЕФА против израильского «Хапоэля» из Беэр-Шева, выйдя на замену во втором тайме и отличился забитым голом на 76 минуте. Первый матч в Высшей лиге за клуб сыграл 7 августа 2022 года в матче против «Минска». Дебютными голами отличился 4 сентября 2022 года против могилёвского «Днепра», записав на свой счёт дубль. Гол, который футболист забил с углового в ворота жодинского «Торпедо-БелАЗ», попал в топ 10 голов в Высшей лиги. В ноябре 2022 года появилась информация, что футболист продолжит карьеру в борисовском БАТЭ. Покинул минское «Динамо» 2 декабря 2022 года по окончании срока действия контракта.

### БАТЭ
В декабре 2022 года перешёл в борисовский БАТЭ. Дебютировал за клуб 4 марта 2023 года в матче Кубка Беларуси против бобруйской «Белшины», отличившим дебютными голами, забив дубль, а также отдав голевую передачу. Вышел в полуфинал Кубка Беларуси, победив бобруйский клуб 11 марта 2023 года в ответном четвертьфинальном матче. Начало сезона в рамках Высшей лиги футболист пропустил из-за травмы, в апреле 2023 года приступив к индивидуальным тренировкам. Первый матч в чемпионате сыграл 8 апреля 2023 года против «Минска», выйдя на замену на 69 минуте. Свой первый гол за клуб в рамках Высшей лиги забил 6 мая 2023 года в матче против бобруйской «Белшины». По итогу полуфинальных матчей Кубка Беларуси обыграл гродненский «Неман» и вышел в финал. Стал серебряным призёром Кубка Беларуси, где в финале 28 мая 2023 года уступил жодинскому «Торпедо-БелАЗ». В матче 28 июня 2023 года в рамках Кубка Беларуси против клуба «Миоры» оформил хет-трик. В июле 2023 года футболист вместе с клубом отправился на квалификационные матчи Лиги чемпионов УЕФА. Первый матч в рамках еврокубкового турнира сыграл 11 июля 2023 года против албанского клуба «Партизани». Во втором квалификационном раунде футболист с клубом по сумме матчей уступил кипрскому «Арису» и отправился выступать в квалификации Лиги Европы УЕФА. В рамках квалификаций Лиги Европы УЕФА вместе с клубом уступил молдавскому «Шерифу» и выбыл в квалификационный раунд плей-офф Лиги конференций УЕФА. В квалификационном раунде плей-офф Лиги конференций УЕФА футболист вместе с клубом уступил по сумме матчей косоварскому «Балкани» и закончил еврокубковую компанию. Сам футболист стал лучшим бомбардиром клуба, вместе с Денисом Лаптевым, в еврокубковых матчах, отличившись 3 забитыми голами. В матче 12 ноября 2023 года против новополоцкого «Нафтана» футболист оформил дубль. На протяжении всего сезона футболист был одним из ключевых игроков борисовского клуба, отличившись 13 забитыми голами и 12 результативными передачами во всех турнирах. По итогу сезона вместе с клубом завершил чемпионат на итоговом пятом месте.

### «Урал»
В январе 2024 года появилась информация, что футболист станет игроком казахстанского «Актобе». В январе 2024 года футболист приступил к подготовке к новому сезону вместе с борисовским клубом. Затем также появилась информация, что футболист перейдёт в российский «Урал». Вскоре футболист официально перешёл в российский «Урал». Дебютировал за клуб футболист 14 апреля 2024 года в матче против московского «Динамо», выйдя на замену на 89 минуте.

### «Родина»
16 августа 2024 года стал игроком московского клуба «Родина».

## Международная карьера
14 ноября 2018 года дебютировал за молодёжную сборную Беларуси, выйдя на замену во втором тайме в товарищеском матче против Хорватии (1:3).
2 сентября 2021 года дебютировал в составе национальной сборной Беларуси, выйдя на замену в отборочном матче чемпионата мира 2022 года против сборной Чехии (0:1).

## Клубная статистика
| Сезон       | Дивизион | Клуб             | Страна   | Матчи | Голы |
| ----------- | -------- | ---------------- | -------- | ----- | ---- |
| 2017        | Д1       | Днепр (Могилёв)  | Беларусь | 2     | 0    |
| 2018        | Д1       | Днепр (Могилёв)  | Беларусь | 19    | 4    |
| 2019 (1)    | Д1       | Дняпро (Могилёв) | Беларусь | 5     | 0    |
| 2019/20 (2) | Д1       | Мезёкёвешд       | Венгрия  | 0     | 0    |
| 2020        | Д1       | Рух (Брест)      | Беларусь | 25    | 5    |
| 2021        | Д1       | Рух (Брест)      | Беларусь | 29    | 7    |
| 2021/2022   | Д1       | Баник (Острава)  | Чехия    | 7     | 0    |
| 2022        | Д1       | Динамо (Минск)   | Беларусь | 17    | 3    |